# Aedes fryeri
Aedes fryeri är en tvåvingeart som först beskrevs av Theobald 1912.  Aedes fryeri ingår i släktet Aedes och familjen stickmyggor. Inga underarter finns listade i Catalogue of Life.